# Kunpeszér
Kunpeszér là một thị trấn thuộc hạt Bács-Kiskun, Hungary. Thị trấn này có diện tích 77,55 km², dân số năm 2010 là 634 người, mật độ 8 người/km².